# 사이토 유키 (1966년)
사이토 유키(일본어: 斉藤 由貴 1966년 9월 10일 ~ )는 일본의 가수 겸 배우이다. 가나가와현 요코하마시 미나미구에서 태어났으며, 결혼하여 이사라이 유키(小井由貴)로 개명하였다. 아버지는 포목점에서 오비를 전문적으로 취급하였다. 형제로는 2남 2녀 중 셋째이다. 동생으로는 배우였던 사이토 다카하루가 있다.
취미는 시짓기, 독서, 일러스트, 등이며, 조부가 청각장애인이었기 때문에 일찍부터 수화를 배워 이에 관한 책도 출판한다. 종교는 몰몬교도로 알려져 있다.
1983년 제1회 도호 신데렐라 오디션에서 준 그랑프리 수상하였고, 1984년 고단샤의 《미스 매거진》 그랑프리를 수상하였다. 고등학교 시절에는 만화연구소라는 동아리에 활동해 부장을 맡기도 했다.
1985년 첫 싱글 《졸업》을 발매, 가수로 데뷔한다. 이후 음반 프로모션 용으로 제작된 전화카드가 10만엔 이상을 호가하기도 했다. 당시 쾌활함을 컨셉으로 활동하는 아이돌 가수와 대비되게 정숙함을 컨셉으로 했고, 이에 인기를 얻는다. 음악프로《더 베스트 텐》에 출연할 당시 또렷또렷한 대답으로 화제가 되기도 했다. 또, 이 당시 젊은 배우의 누드 화보집이 화제가 되었지만, 유키는 인터뷰에서 “저는 벗지 않는 여배우가 되겠습니다.”라고 자신의 의지를 명확하게 밝혔다. 이는 자신의 저서에서 몰몬교의 영향이었다고 소회했다. 같은 해 TV 드라마《스케판 형사》에 첫 출연하였고, 특집판으로 방영된 NG모음집이 방영될 때에는 NG시마다 보통의 소녀와 같이 웃음을 연발하였다. 단 본인은 자신과 전혀 다른 성향의 캐릭터를 연기하는 데 따른 갈등과 주변의 평가에서 차이가 있었고, 이에 그녀 자신도 자기생애에 이 드라마가 차지하는 비중에 대해 답하기를 꺼렸다. 또 영화《눈의 단장 -정열-》로 영화배우로서 데뷔하였다. 이후 제작사 도호는 감독을 바꾸어 투입하였고, 그녀를 주연으로 한 영화를 정기적으로 제작하였다. 잠시 동안 도호의 간판 배우였지만, 점차 인기가 수그러듬에 따라 제작이 중단되었다.
1986년 연속 TV소설인 《하네콘마》에서 히로인으로 캐스팅되었고, 평균 시청률 40% 이상을 구가해 전국적으로 그녀의 인지도를 높였다. 또, 제37회 NHK 홍백가합전에서 홍팀으로 참가해 이해 히트곡〈슬픔이여 안녕〉을 불렀다.
1987년 후지 TV에서 방영된 토크쇼《사이토의 손님들》에서 진행을 맡는다. 매주 1명의 게스트를 초대해 유키와 이야기를 진행하는 방식이었다. 당시 게스트로는 다카이 마미코, 마에다 아키라 등이 출연했다.
1989년 쓰쓰이 야스타카가 쓴《착상의 기술》에서 해설을 집필한다.
1990년대 이후 아이돌이라는 이미지에서 탈피 배우로서 연극무대, TV, 영화에서 활동하는 것은 물론 작시(作詩)하거나 나레이터 등으로 폭넓게 활동하고 있다. 또, 작사가로서도 활동하여 뮤지컬 및 사키야 겐지로, 사카이 노리코, 혼다 미나코 등 동세대 가수에게 시를 제공하기도 한다.
1994년 12월 같은 몰몬교회인 이사라이 노베야스(小井延安)와 결혼하였다. 2009년을 기준으로 1남 2녀의 어머니로 가사일과 배우직을 겸하고 있다. 대중에는 상냥한 어머니로 인식되어 있지만, 실제 유키 스스로 자식에는 엄한 어머니라고 말하고 있다.
배우로서 데뷔할 초창기에는 귀수집 따님과 같은 역할로 많이 출연하였고, 90년대 이후에서는 서스펜스물의 중심인물로 출연이 많았다. 하지만, 2006년 드라마《나는 주부로소이다》에서 주연을 맡았고, 이 드라마는 코믹물이었다. 2007년에 방영된 《우타히메》에서는 50대 주부역을 연기했다.
2006년 오이카와 미쓰히로와 유닛〈야나이에〉를 결성해《가정내 데이트》를 발매한다. 가수활동은 7년 만에 재개한 것이다. 6월 8일에는 음악프로《우타방》에도 출연하였다. 같은 해 영화《스케판 형사》에서 주연을 맡은 마쓰우라 아야의 모친역으로 출연하였다. “당시 팬들이 기뻐한다면”이라며 출연을 승낙했다.
2007년 텔레비전 애니메이션《레미제라블 소녀 고제트》의 주제가〈바람 저편에〉,〈ma maman〉를 불렀다. 1987년에 제작된 뮤지컬《레미제라블》에서는 고제트로 연기한 바도 있어, 고제트의 기분을 살려 노래했다고 한다. 이해 자신이 동경했던 다니야마 히로코와 콘서트에 함께 공연하였다.
2008년 3월 8일 바루코 극장에서 단독으로 콘서트를 열어 성황리에 끝이 난다. 이 콘서트의 티켓은 매진되었고, 팬들 사이에서는 전설의 부활 콘서트로 회자되었다.

## 출연 작품

### 영화
- 세 번째 살인 - 야마나카 미츠에 역 (2017년)
- 히어로 일본 대침공 - 시시가미 유코 역 (2018년)

### 텔레비전 드라마
- 가을 특별편 후지TV 세상의 기묘한 이야기 - 절대 싫어! (1990년 10월 4일)
- 8대 쇼군 요시무네 (1995년, NHK) - 츠루히메 역
- 미안해 청춘! (2014년 10월 12일 ~ 12월, TBS) - 요시이 요시에 역
- 사나다마루 (2016년, NHK) - 아차노 츠보네 역
- 어머니, 딸을 그만둬도 좋습니까? (2017년, NHK)
- 세고돈 (2018년, NHK) - 이쿠시마 역